# Pârşcoveni
Pârşcoveni é uma comuna romena localizada no distrito de Olt, na região de Oltênia. A comuna possui uma área de 28.80 km² e sua população era de 3164 habitantes segundo o censo de 2007.